# Дриженко Анатолій Миколайович
Анатолій Миколайович Дриженко (12 березня 1941 — 31 січня 2024) — український актор театру і кіно, телеведучий. Народний артист України.

## Життєпис
Народився 12 березня 1941 року в Черкаській області, Олянине Кам'янського району.
1964-го закінчив акторський факультет Київського університету імені І. К. Карпенка-Карого, курс В. Д. Биковця. У тому ж році він почав працювати у трупі Одеського академічного українського музично-драматичного театру. Зіграв понад сто ролей.
У 39-річному віці Анатолій Дриженко був відзначений званням Заслуженого артиста України, а в 52 роки він став Народним артистом України. Анатолій Дриженко — перший одесит, який був удостоєний цього звання після розвалу СРСР.
На початку 2000-х років в одній з одеських шкіл викладав розвиток мови і акторську майстерність. Також, Анатолій Дриженко запам’ятався, як ведучий телепрограми «Казки для дітей діда Панаса» на одеському телеканалі «ГЛАС». Дочка артиста — Олена Головіна, теж актриса Українського театру. Крім театру, Анатолій Дриженко знімається в кіно. На його рахунку понад десять ролей.
12 березня 2011 року артист відзначив 70-річний ювілей.
Помер 31 січня 2024 року на 83-му році життя. Прощання – 2 лютого 2024 року на сцені Одеського академічного українського музично-драматичного театру.

## Театральні роботи
- «Безталанна» І. Тобілевича — Гнат
- «Шельменко-денщик» Г. Квітки-Основ'яненка — Шпак
- «Тригрошова опера» Б. Брехта — Пітчем
- «Борис Годунов» О. С. Пушкіна — Борис Годунов
- «Наталка-Полтавка» І. Котляревського — Виборний
- «Стомлені сонцем» Р. Ібрагімбекова і М. Михалкова — Сергій Котов
- «Маклена Граса» М. Куліша — Зброжек
- «Народний Малахій» М. Куліша — Малахій
- «Ревізор» М. Гоголя — Ляпкін-Тяпкін
- «Сто тисяч» І. Тобілевича — Герасим Калитка
- «Мартин Боруля» І. Тобілевича — Омелько
- «Запорожець за Дунаєм» П. Гулака-Артемовського — Іван Карась
- «Для домашнього вогнища» за однойменною повістю І. Франка — Автор
- «Кураж» за п'єсою Б. Брехта «Матінка Кураж та її діти» — Фельдфебель

## Фільмографія
Знімався в кіно.
| Рік  | Фільм                             | Оригінальна назва                    | Роль                            |
| ---- | --------------------------------- | ------------------------------------ | ------------------------------- |
| 1974 | Посилка для Світлани              | рос. Посылка для Светланы            | Малков, розшуковець             |
| 1977 | Хліб дитинства мого               | рос. Хлеб детства моего              | Сапер                           |
| 2004 | Михайлюки                         | рос. Михайлюки                       |                                 |
| 2005 | Золоте теля                       | рос. Золотой телёнок                 | Перший пікейний жилет (4 серія) |
| 2006 | Іван Подушкін. Джентльмен розшуку | рос. Иван Подушкин. Джентльмен сыска | Дюкін                           |
| 2007 | Ліквідація                        | рос. Ликвидация                      | Епізод                          |
| 2011 | Спрага                            | рос. Жажда                           | Епізод                          |
| 2013 | Я — Ангіна!                       | рос. Я — Ангина!                     | Борис Миколайович               |
| 2014 | Пляж                              | рос. Пляж                            | Данілов                         |

## Телевізійна кар'єра
Ведучий телевізійних програм:
- З 2007 — «Казки для дітей діда Панаса» на одеському телеканалі «Глас».

Література
- «Відповіді на Краєзнавчу вікторину – 2013 року, присвячену історії рідного краю»